# Classe Andrea Doria
A Classe Andrea Doria, também chamada de Classe Duilio, foi uma classe de couraçados operada pela Marinha Real e depois pela Marinha Militar Italiana, composta pelo Andrea Doria e Duilio. Suas construções começaram em 1912 nos estaleiros de La Spezia e Castellammare di Stabia e foram lançados ao mar logo no ano seguinte, entrando em serviço no meio da Primeira Guerra Mundial. O projeto das embarcações foi muito inspirado na predecessora Classe Conte di Cavour e eles foram encomendados como uma resposta à Classe Bretagne da Marinha Nacional Francesa.
Os dois couraçados nunca entraram em combate na Primeira Guerra Mundial e passaram a maior parte de seu tempo atracados em bases navais. Pela década seguinte realizaram diversas viagens e cruzeiros por portos estrangeiros e também envolveram-se no Incidente de Corfu em 1923. Ambos passaram por enormes reformas e modernizações a partir de meados da década de 1930 que incluíram a instalação de uma bateria principal mais poderosa, reformulação das armas secundárias, substituição de seus maquinários internos e reconstrução de suas superestruturas.
Os navios voltaram para o serviço no meio da Segunda Guerra Mundial e o Duilio foi torpedeado por um ataque aéreo britânico em novembro de 1940, com seus reparos durando até maio de 1941. Ambos participaram de escoltas de comboios para suporte da Campanha Norte-Africana e operações para enfrentarem forças britânicas. Escassez de combustível restringiu seus serviços entre 1942 e 1943. A Itália se rendeu em setembro de 1943 e as embarcações passaram o restante da guerra internados. O país manteve os dois até 1956, sendo então desmontados.

## Antecedentes
A Classe Andrea Doria foi projetada pelo arquiteto naval vice-almirante Giuseppe Valsecchi, tendo sido encomendada em resposta aos planos da Marinha Nacional Francesa de construir os couraçados da Classe Bretagne. O projeto da predecessora Classe Conte di Cavour foi considerado satisfatório pela Marinha Real Italiana e assim foi adotado com pequenas modificações. Estas envolviam a redução da superestrutura ao diminuir o tamanho do convés do castelo da proa, o consequente rebaixamento da torre de artilharia central e o aprimoramento da bateria secundária para dezesseis canhões de 152 milímetros, substituindo os dezoito canhões de 120 milímetros da Classe Conte di Cavour.

## Projeto

### Original

#### Características

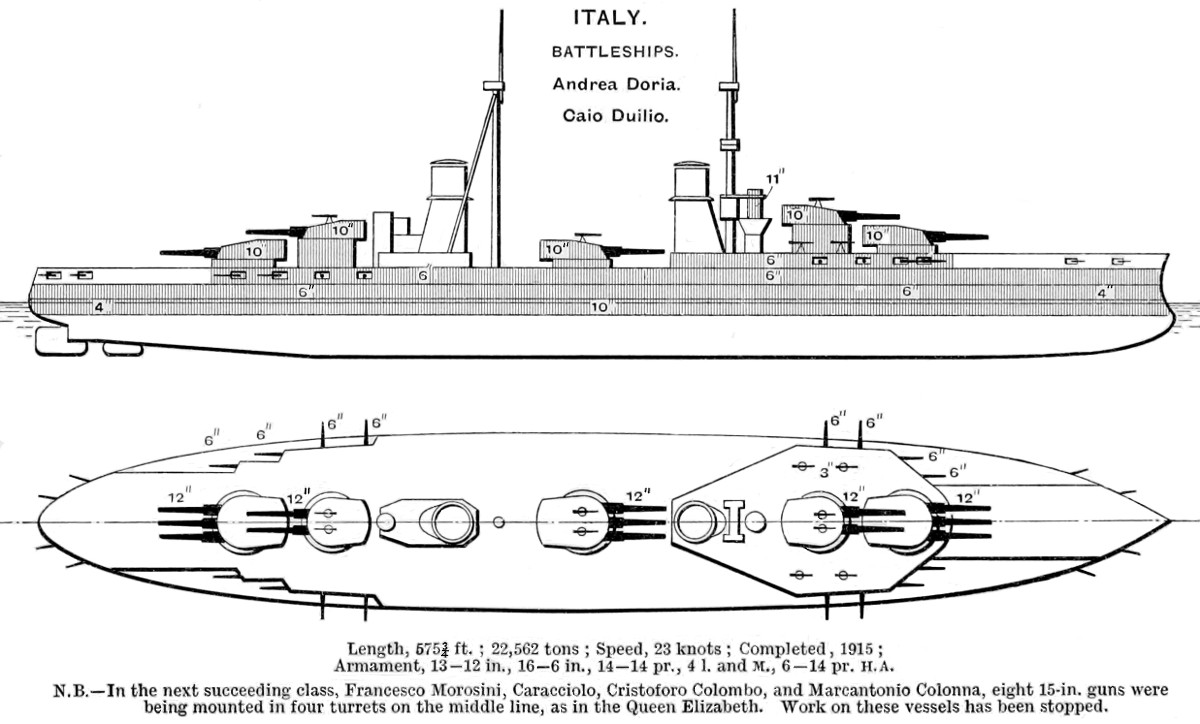
Desenho da Classe Andrea Doria como construída, pré-modernizações

Os dois navios da Classe Andrea Doria tinham 168,9 metros de comprimento da linha de flutuação, 176 metros de comprimento de fora a fora, boca de 28 metros e calado que chegava a 9,4 metros. Seus deslocamentos com um carregamento normal era de 23 324 toneladas, porém esse valor podia chegar a 25 126 toneladas quando totalmente carregados com suprimentos de combate. Seus cascos possuíam um fundo duplo completo e eram divididos em 23 anteparas transversais e longitudinais. As embarcações eram equipadas com dois lemes, ambos instalados na linha central. Suas tripulações eram compostas por 35 oficiais e 1 998 marinheiros.
As embarcações eram impulsionadas por três turbinas a vapor. Uma ficava localizada numa sala de máquinas central e girava as duas hélices internas, enquanto as duas outras ficavam em compartimentos ao lado e giravam cada uma as hélices externas. O vapor vinha de vinte caldeiras Yarrow, oito das quais queimavam óleo combustível e as restantes carvão borrifado com óleo. O maquinário foi projetado para gerar 32 mil cavalos-vapor (23,5 mil quilowatts) de potência e impulsionar os navios a uma velocidade máxima de 22 nós (41 quilômetros por hora), porém nenhum dos couraçados alcançou esses valores durante seus testes marítimos, ficando em 21 e 21,3 nós (38,9 e 39,4 quilômetros por hora), respectivamente. Cada embarcação podia carregar 1 512 toneladas de carvão e novecentes toneladas de óleo combustível, o que lhes dava uma autonomia de 4,8 mil milhas náuticas (8,9 mil quilômetros) a uma velocidade de dez nós (dezenove quilômetros por hora).

#### Armamento
A bateria principal consistia inicialmente de treze canhões calibre 46 de 305 milímetros projetados pela Armstrong Whitworth e Vickers. Estes canhões eram montados em cinco torres de artilharia, com uma torre dupla sobreposta a uma tripla na proa, a mesma configuração na popa e uma torre tripla à meia-nau. Estas torres eram designadas como "A", "B", "Q", "X" e "Y" a partir da torre mais dianteira. Os canhões podiam abaixar até cinco graus negativos e elevar até vinte graus, com cada um tendo a sua disposição 88 projéteis. As fontes diferem sobre a performance dessas armas; o historiador naval Giorgio Giorgerini afirmou que elas disparavam projéteis perfurantes de 452 quilogramas a uma cadência de tiro de um disparo por minuto e uma velocidade de saída de 840 metros por segundo, o que dava um alcance máximo de 24 quilômetros. Por outro lado, o historiador Norman Friedman relatou que os projéteis perfurantes pesavam entre 416,92 e 452,32 quilogramas e tinham uma velocidade de saída de 861 metros por segundo.
Sua bateria secundária era composta por dezesseis canhões calibre 45 de 152 milímetros, também projetados pela Armstrong Whitworth, montados em casamatas nas laterais do casco abaixo das torres de artilharia principais. Essas armas costumavam ficar molhadas em mares bravios devido suas localizações, especialmente os canhões de ré. Elas podiam abaixar até cinco graus negativos e elevar até vinte graus, possuindo uma cadência de tiro de seis disparos por minuto. Elas disparavam projéteis altamente explosivos de 47 quilogramas a uma velocidade de saída de 830 metros por segundo, o que lhes dava um alcance máximo de dezesseis quilômetros. Cada navio carregava 3,44 mil projéteis desse tipo. A bateria terciária, para uso contra barcos torpedeiros, era formada por dezenove canhões calibre 50 de 76 milímetros que podiam ser montados em 39 posições diferentes ao redor do navio, incluindo no topo das torres de artilharia e nos conveses superiores. Elas possuíam a mesma elevação mínima e máxima da bateria secundária, porém sua cadência de tiro era de dez disparos por minuto. Elas disparavam projéteis de seis quilogramas com uma velocidade de saída de 815 metros por segundo e alcance de 9,1 quilômetros. Os couraçados também foram equipados com três tubos de torpedo submersos de 450 milímetros, um em cada lateral e o último na popa.

#### Blindagem
Os navios tinham um cinturão de blindagem na linha de flutuação de 230 milímetros de espessura na parte central, reduzindo-se para 130 milímetros em direção da popa e oitenta milímetros para a proa. Acima estava uma linha contínua de placas de blindagem com 220 milímetros de espessura que se estendia até a extremidade inferior do convés principal. Em cima disso estava uma camada de placas mais fina com 130 milímetros de espessura que protegia as casamatas. Havia dois conveses blindados: o principal tinha uma espessura de 24 milímetros em duas camadas na parte reta e que aumentava para quarenta milímetros nas áreas inclinadas que se conectavam com o cinturão de blindagem. O segundo convés tinha 29 milímetros de espessura, também em duas camadas. Anteparas transversais à frente e atrás conectavam os conveses com o cinturão.
As torres de artilharia da bateria principal tinham uma proteção frontal de 280 milímetros de espessura, laterais de 240 milímetros e um teto de 85 milímetros. Suas barbetas tinham uma blindagem de 230 milímetros de espessura acima do convés, 180 milímetros entre o castelo da proa e os conveses superiores e 130 milímetros abaixo do convés superior. A torre de comando dianteira tinha paredes de 320 milímetros de espessura, enquanto aquelas da torre de comando traseira possuíam proteção de 160 milímetros.

### Modernização
Dois canhões calibre 50 de 76 milímetros em montagens de ângulo alto para defesa antiaérea foram instalados na proa e em cima da torre de artilharia "X" durante a Primeira Guerra Mundial. O número de canhões de 76 milímetros com baixos ângulos de tiro foram reduzidos em 1925 para treze, todos instalados nos topos das torres de artilharia, enquanto novas armas calibre 40 de 76 milímetros foram colocadas em través com a chaminé traseira. Dois canhões antiaéreos de 40 milímetros licenciados também foram instalados. Os telêmetros foram atualizados em 1926 e uma catapulta para aeronaves foi adicionada a bombordo do castelo da proa para lançar hidroaviões Macchi M.18.

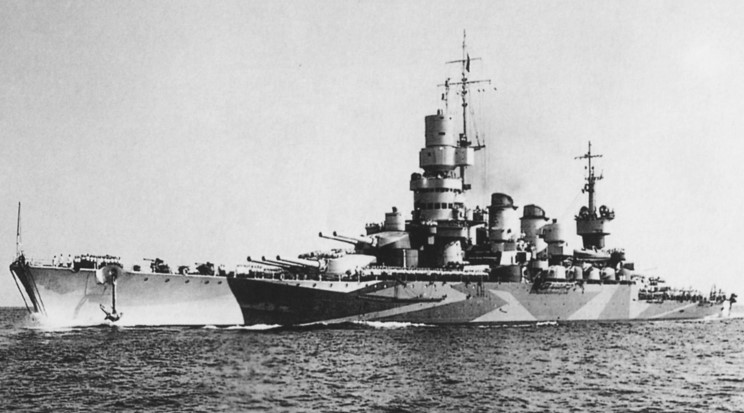
O Duilio depois da modernização

A Marinha Real Italiana começou os trabalhos de projeto para o que se tornaria a Classe Littorio no início da década de 1930, porém reconheceu que os navios demorariam a ficarem prontos. Os italianos decidiram modernizar seus antigos couraçados como uma medida tapa-buraco em resposta aos novos couraçados franceses da Classe Dunkerque; as obras nas duas embarcações restantes da Classe Conte di Cavour começaram em 1933, seguido pelos dois membros da Classe Andrea Doria em 1937. Os trabalhos no Duilio terminaram em julho de 1940 e no Andrea Doria em outubro do mesmo ano. As proas existentes foram desmontados e substituídas por uma seção nova e mais longa, o que aumentou o comprimento de fora a fora dos couraçados em 10,91 metros, ficando em 186,9 metros. A boca aumentou para 28,03 metros, enquanto o calado em um carregamento máximo chegava em 10,3 metros. As mudanças feitas durante suas modernizações aumentaram o deslocamento totalmente carregado do Andrea Doria para 28 882 toneladas e do Duilio para 29 863 toneladas. A tripulação passou a 35 oficiais e 1 450 marinheiros.
Duas das hélices foram removidas e as turbinas existentes foram substituídas por dois conjuntos de turbinas Belluzo que geravam 75 mil cavalos-vapor (55,2 mil quilowatts) de potência. As caldeiras originais foram trocadas por oito novos modelos de caldeiras Yarrow. Os navios chegaram a velocidades de 26,9–27 nós (49,8–50 quilômetros por hora) durante seus testes marítimos, porém suas velocidades máximas em serviço ativo eram de aproximadamente 26 nós (48 quilômetros por hora). Eles passaram a carregar 2,53 mil toneladas de óleo combustível, o que dava uma autonomia de quatro mil milhas náuticas (7,4 mil quilômetros) a dezoito nós (33 quilômetros por hora).
A torre de artilharia central e os tubos de torpedo foram removidos e todos os armamentos secundários e antiaéreos foram substituídos por doze canhões de 135 milímetros montados em quatro torres triplas e por dez canhões antiaéreos de 90 milímetros em torres simples. As embarcações também receberam quinze canhões antiaéreos calibre 54 de 37 milímetros em seis torres duplas e três torres simples mais dezesseis canhões de 20 milímetros também em torres duplas. Os canhões principais de 305 milímetros foram alargados para 320 milímetros e suas torres modificadas para funcionarem a energia elétrica. Tinham um ângulo de recarga fixo de doze graus, porém não se sabe exatamente sua elevação máxima, com algumas fontes citando 27 graus, enquanto outras afirmando que era de trinta graus. Os projéteis perfurantes pesavam 525 quilogramas e tinham um alcance máximo de 28,6 quilômetros com uma velocidade de saída de 830 metros por segundo. Os canhões traseiros de 20 milímetros foram substituídos em 1942 por canhões de 37 milímetros e as armas de 20 milímetros foram colocadas no topo da torre de artilharia "B". A superestrutura dianteira foi reconstruída com uma nova torre de comando protegida por uma blindagem de 260 milímetros de espessura. Acima da torre ficava o sistema de controle de disparo equipado com três telêmetros.
A blindagem do convés aumentou para 135 milímetros de espessura. A blindagem das torres secundárias tinha 120 milímetros de espessura. A proteção subaquática existente foi substituída pelo Sistema Pugliese, que consistia em um grande cilindro preenchido por líquido que tinha a intenção de absorver a explosão de  um torpedo.

## Navios
O Andrea Doria foi construído pelo Arsenal de La Spezia e nomeado em homenagem ao almirante genovês Andrea Doria, enquanto o Duilio foi construído pelo Estaleiro Real de Castellammare di Stabia e nomeado em homenagem ao político e almirante romano Caio Duílio. O batimento de quilha do Duilio ocorreu em 24 de fevereiro de 1912 e seu lançamento foi em 24 de abril de 1913, enquanto o batimento do Andrea Doria aconteceu em 24 de março de 1912 e o lançamento em 30 de março de 1913. O Duilio foi finalizado em 10 de maio de 1915, enquanto o Andrea Doria só foi completado quase um ano depois em 13 de março de 1916.
| Navio        | Construtor                                | Homônimo     | Batimento               | Lançamento          | Finalização         | Destino     |
| ------------ | ----------------------------------------- | ------------ | ----------------------- | ------------------- | ------------------- | ----------- |
| Andrea Doria | Arsenal de La Spezia                      | Andrea Doria | 24 de março de 1912     | 30 de março de 1913 | 13 de março de 1916 | Desmontados |
| Duilio       | Estaleiro Real de Castellammare di Stabia | Caio Duílio  | 24 de fevereiro de 1912 | 24 de abril de 1913 | 10 de maio de 1915  | Desmontados |

## História

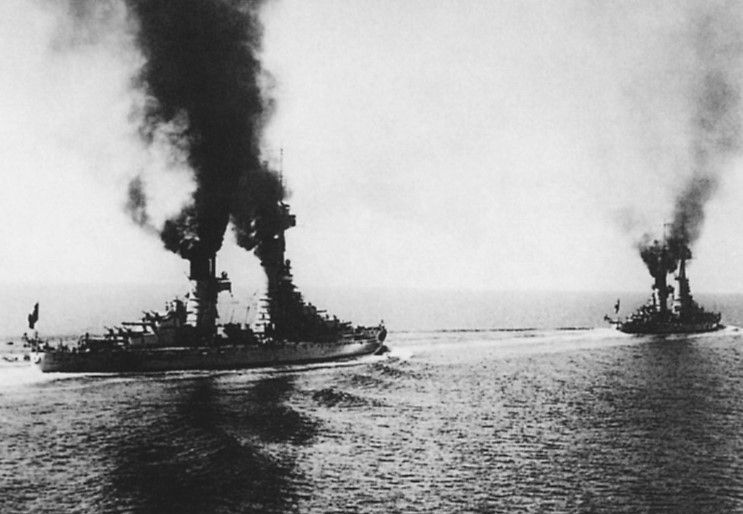
O Andrea Doria e o Duilio em algum momento antes de suas modernizações

Os dois couraçados entraram em serviço no meio da Primeira Guerra Mundial. O principal oponente da Itália era a Áustria-Hungria, porém a frota naval desta passou a maior parte do conflito no porto e assim os couraçados italianos nunca entraram em combate. O almirante Paolo Thaon di Revel, o Chefe do Estado-Maior Naval italiano, acreditava que submarinos e lança-minas da Marinha Austro-Húngara conseguiam operar muito eficientemente no Adriático, com ele considerando essas ameaças aos seus grandes navios algo muito sério para utilizar sua frota principal. Em vez disso, Revel preferiu usar sua força de batalha para implementar um bloqueio na extremidade sul do Adriático, no Estreito de Otranto, local considerado mais seguro, colocando embarcações menores, como barcos torpedeiros MAS, em ataques contra navios e instalações austro-húngaras. Os couraçados italianos, enquanto isso, foram preservados para confrontar a frota austro-húngara caso esta procurasse uma batalha decisiva.
O Andrea Doria e o Duilio viajaram pelo Mediterrâneo Oriental depois do fim da guerra. O Duilio foi enviado como uma demonstração de força em abril de 1919 durante uma disputa com o Império Otomano sobre o controle de Esmirna, enquanto o Andrea Doria ajudou em novembro de 1920 da subjugação da tomada de Fiume por Gabriele D'Annunzio. O Duilio entrou no Mar Negro depois da disputa por Esmirna até ser substituído em 1920 pelo couraçado Giulio Cesare. As duas embarcações da classe estiveram presentes no Incidente de Corfu em 1923. O Andrea Doria visitou Lisboa, em Portugal, em janeiro de 1925 a fim de participar do aniversário de quatrocentos anos da morte do explorador Vasco da Gama. Os couraçados também realizaram uma rotina de exercícios e viagens internacionais pelo final da década de 1920 e início da de 1930.
Os dois navios passarem por grandes processos de modernização a partir de 1937 e duraram até meados de 1940. A Itália nessa época já tinha entrado na Segunda Guerra Mundial do lado do Eixo. Ambos foram designados para a 5ª Divisão baseada em Tarento. O Duilio participou no final de agosto de uma patrulha que tinha a intenção de interceptar o couraçado britânico HMS Valiant e um comboio seguindo para Malta, porém não conseguiram encontrar os alvos. Ele e o Andrea Doria estavam presentes durante um ataque aéreo britânico contra Tarento na noite de 11 para 12 de novembro de 1940. Uma força de bombardeiros Fairey Swordfish do porta-aviões HMS Illustrious atacaram as embarcações atracadas no porto. O Andrea Doria não foi danificado, porém o Duilio foi acertado por um torpedo a bombordo e precisou ser encalhado para que não afundasse no porto. Reparos temporários foram realizados para que pudesse viajar para Gênova, com os concertos definitivos começando em janeiro de 1941. O couraçado foi atacado em fevereiro pela Força H britânica, porém não foi atingido. Os reparos do Duilio terminaram em maio e ele retornou para a frota em Tarento.

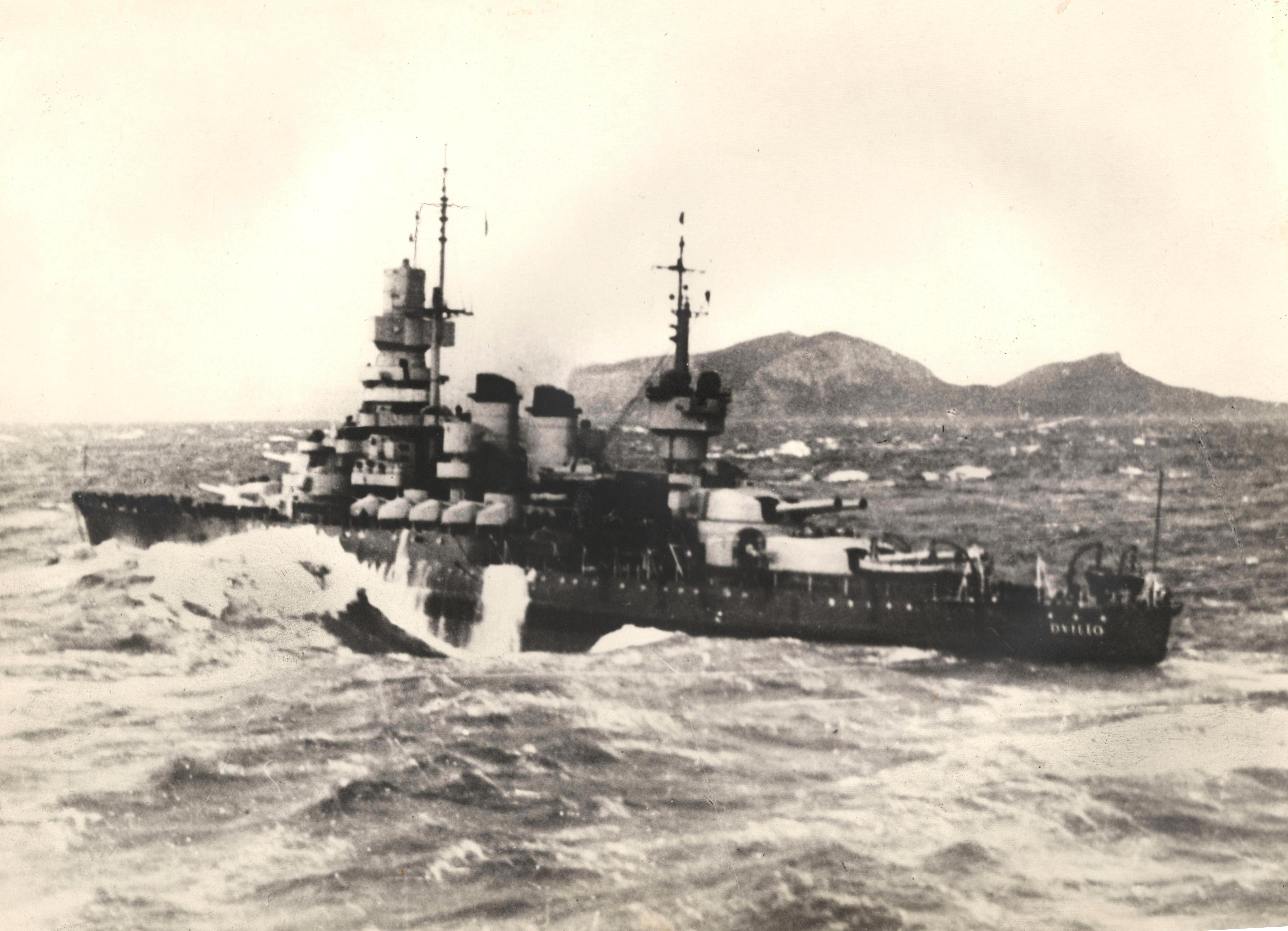
O Duilio na Segunda Guerra

Nesse meio tempo, o Andrea Doria participou de várias operações que tinham o objetivo de interceptar comboios britânicos. Ambos os couraçados foram encarregados no final de 1941 da escolta de comboios para o Norte da África a fim de dar apoio às forças alemãs e italianas lutando no local. O Andrea Doria e o Giulio Cesare enfrentaram cruzadores e contratorpedeiros britânicos em 17 de dezembro durante a Primeira Batalha de Sirte. Nenhum dos lados foi muito agressivo e o confronto terminou de forma inconclusiva. O Duilio fora designado para dar apoio distante para a operação e assim estava muito longe para participar da batalha. Os trabalhos de escolta continuaram no início de 1942, com Duilio deixando Tarento em 14 de fevereiro com dois cruzadores rápidos e sete contratorpedeiros para interceptar outro comboio britânico, porém não conseguiram encontrar o inimigo e voltaram para casa. Mesmo assim, quando os britânicos descobriram sobre a partida do couraçado, eles deliberadamente afundaram o navio de transporte HMT Rowallan Castle, que anteriormente tinha sido desabilitado por aeronaves alemãs. A frota italiana depois disso começou a sofrer de uma séria escassez de combustível que deixou a maioiria das embarcações atracadas nos portos, a menos para operações de enorme importância.
A Itália se rendeu no início de setembro de 1943 e o Andrea Doria e Duilio foram internados em Malta. Eles permaneceram no local até o ano seguinte, quando retornaram para casa; o Andrea Doria foi para Siracusa, enquanto o Duilio seguiu para Tarento antes de se juntar a seu irmão em Siracusa. A Itália pode para manter os dois couraçados depois do fim a guerra e eles alternaram na função de capitânia da frota até 1953, quando foram retirados do serviço ativo. O Andrea Doria se tornou um navio de treinamento de artilharia, mas o Duilio foi colocado na reserva. Os dois foram removidos do registro naval no final de 1956 e depois desmontados.

### Citações
1. ↑   Giorgerini 1980, p. 278
2. 1 2 3   Gardiner & Gray 1985, p. 260
3. ↑   Giorgerini 1980, pp. 270, 272
4. ↑   Giorgerini 1980, pp. 272–273, 278
5. 1 2 3 4   Preston 1972, p. 179
6. ↑   Friedman 2011, p. 234
7. ↑   Giorgerini 1980, pp. 268, 276, 278
8. ↑   Friedman 2011, pp. 233–234
9. ↑   Friedman 2011, p. 240
10. ↑   Giorgerini 1980, pp. 268, 277–278
11. 1 2   Whitley 1998, p. 162
12. 1 2   Giorgerini 1980, p. 271
13. ↑   Whitley 1998, p. 164
14. ↑   Garzke & Dulin 1985, p. 379
15. ↑   Whitley 1998, pp. 162, 164
16. 1 2 3 4   Brescia 2012, p. 62
17. ↑   Gardiner & Chesneau 1980, p. 284
18. ↑   Whitley 1998, pp. 158, 164–65
19. ↑   Campbell 1985, p. 324
20. ↑   Campbell 1985, p. 322
21. 1 2   Whitley 1998, p. 165
22. ↑   Campbell 1985, p. 343
23. ↑   Whitley 1998, p. 158
24. ↑   Silverstone 1984, p. 294
25. ↑   Silverstone 1984, p. 297
26. ↑   Halpern 1995, p. 150
27. ↑   Halpern 1995, pp. 141–142
28. ↑   Whitley 1998, pp. 165–167
29. 1 2 3   Whitley 1998, pp. 166–68
30. ↑   Rohwer 2005, p. 47
31. ↑   Ireland 2004, p. 64
32. ↑   Whitley 1998, p. 166
33. ↑   Woodman 2000, pp. 285–286
34. ↑   Whitley 1998, pp. 167–68
35. ↑   Gardiner & Chesneau 1980, p. 284